# Тома Архиђакон
Тома Сплићанин (лат. Thomas Spalatinus / Spalatensis; око 1200 - 8. мај, 1268), односно Тома Архиђакон (лат. Thomas Archidiaconus) био је далматински хроничар и римокатолички свештеник из Сплита. Његово најзначајније историографско дело, под насловом Historia Salonitana, обухвата прошлост позноантичке Салоне и потоњег Сплита, од римског доба до 1266. године, са нагласком на историји древне Салонитанске митрополије и касније Сплитске надбискупије.

## Биографија
Рођен је око 1200. године у Сплиту, који је припадао Краљевини Далмацији, једној од крунских земаља Краљевине Угарске. Припадао је романској породици Де Алберти. После завршених студија теологије и права у Болоњи, вратио се у родни град. Потом је 1227. године постао нотар и каноник сплитске цркве, а од 1230. године обавља дужност архиђакона. Био је значајна личност у тадашњем политичком и црквеном животу Сплита. Настојао је да се очува сплитска аутономија, у односу на угарског краља и великаше из хрватског залеђа. Залагао се за право свештенства да самостално бира своје бискуп, без утицаја световних фактора. Преминуо је 8. маја 1268. године у Сплиту.

## Historia Salonitana
Своје историографско дело написао на латинском језику и оно представља значајан историјски извор за локалну историју Сплита и регионалну прошлост Далмације, а од посебне је важности и за познавање националних историја Хрвата и Срба. Као рођени Сплићанин и архиђакон Сплитске надбискупије, имао је приступ изворима који су били похрањени у сплитским црквеним установама. Такође се ослањао и на локална предања, поготово када је реч о старијој прошлости, док је касније доба приказивао и на основу личног искуства, као особа која је била очевидац и учесник тих догађаја. Као далматински Роман, односно Латин, Тома Сплићанин се у свом делу изражавао непоољно о Словенима.
Изворник Томиног дела није сачуван. Најстарији препис потиче из друге половине 13. века (спитски препис) и сматра се временски блиским самом изворнику. У једном од познијих преписа истог дела (трогирски препис, из друге половине 14. века), налази се и уметак у виду документа који је у историографији постао познат као Pacta Conventa. Реч је о уметнутом фалсификату, који слови као наводни уговор из 1102. године, склопљен између угарског краља Коломана и хрватског племства. Научне анализе су показале да је реч о кривотвореном документу, који је уметнут у поменути препис Томиног дела. 

## Historia Salonitana Maior
Томино дело Historia Salonitana је знатно касније, током прве половине 16. века, послужило као основа за настанак знатно проширене и допуњене компилације, која је у историографији постала позната под називом Historia Salonitana Maior. Непознати састављач те позне компилације је Томином делу придодао разне садржаје који се односе на старију прошлост, што је убрзо побудило сумњу у веродостојност тих додатака. Међу првима, сумњу је исказао познати далматински хроничар Иван Лучић (1604-1679), који је неке од тих додатака означио као фалсификате.
Тиме су у историографију уведена нека од најсложенијих питања из области критике извора, првенствено оних који се односе на позноантичку и рану средњовековну прошлост Далмације и Хрватске. О тим питањима су вођене бројне расправе, првенствено у хрватској историографији. Од самог почетка, посебну пажњу истраживача привлачило је питање о аутентичности појединих уметака који се односе на наводно одржавање црквених сабора у Салони, који се датују у 530. и 533. годину, као и оних који се односе на одржавање наводних сабора у Сплиту, а који се датују у 925. и 928. годину.